# Jedová
Jedová är ett berg i Tjeckien.   Det ligger i regionen Olomouc, i den östra delen av landet, 220 km öster om huvudstaden Prag. Toppen på Jedová är 630 meter över havet.
Terrängen runt Jedová är kuperad åt sydväst, men åt nordost är den platt.Runt Jedová är det ganska tätbefolkat, med 75 invånare per kvadratkilometer. Närmaste större samhälle är Olomouc, 13,6 km sydväst om Jedová. I omgivningarna runt Jedová växer i huvudsak blandskog.